# Primavera dei Teatri
Primavera dei Teatri è una manifestazione di teatro che si svolge a Castrovillari in Calabria.
Il festival è organizzato dalla compagnia Scena Verticale sin dalla prima edizione nel 1998, sotto la direzione artistica di Saverio La Ruina e Dario De Luca e la direzione organizzativa di Settimio Pisano.
Nel 2009 riceve il Premio speciale dal Premio Ubu diretto da Franco Quadri con la motivazione:
Primavera dei Teatri, festival ormai storico dedito alla scoperta e alla valorizzazione di giovani gruppi teatrali con speciale attenzione a quanto accade nel Meridione, diretto e guidato con amore da Scena Verticale a Castrovillari, con un'ingorda partecipazione del pubblico cittadino di ogni ceto, come raramente si verifica per queste manifestazioni.